# Йо-йо

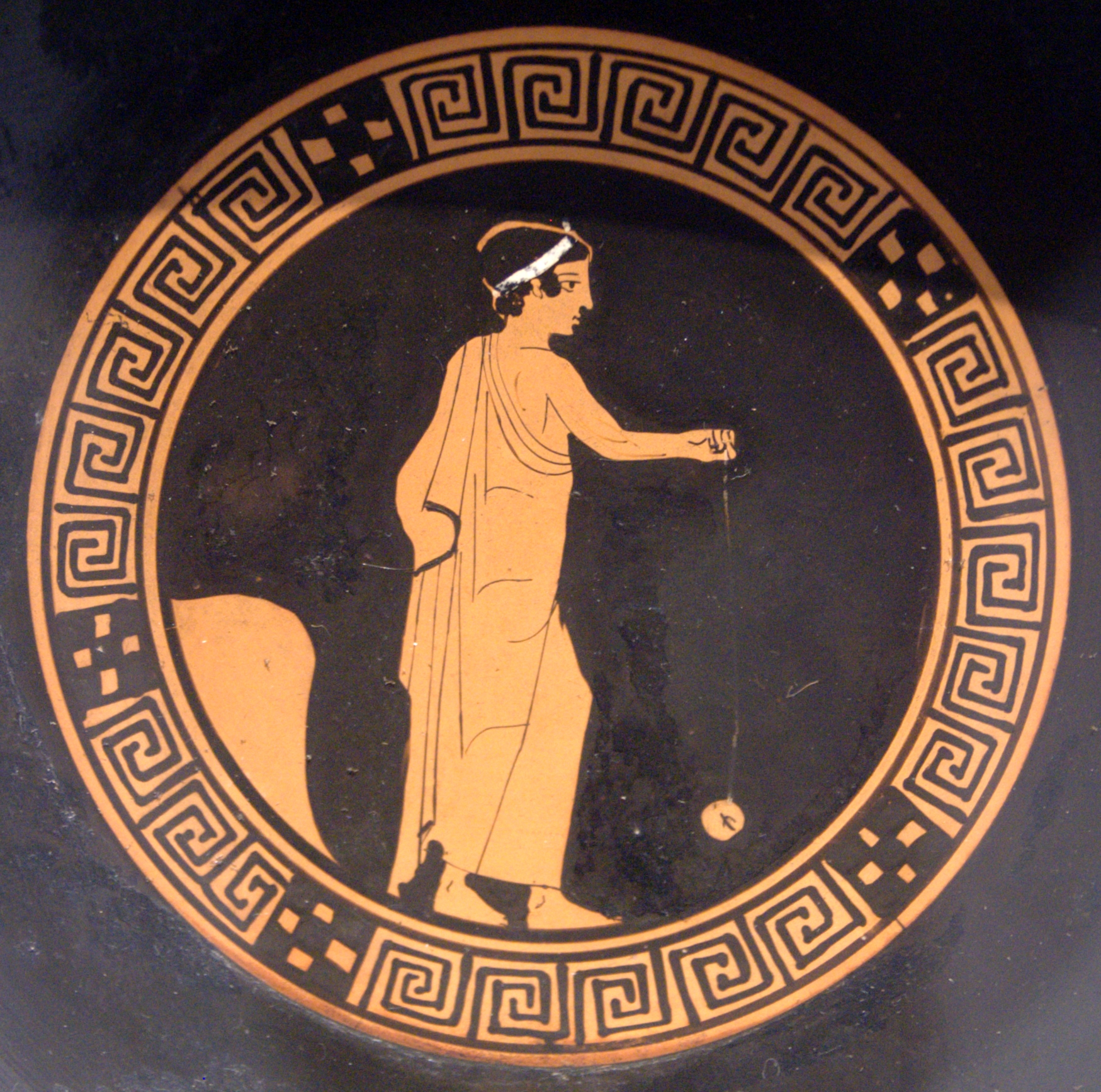
Хлопчик, що грає з йо-йо. Зображення на кіліксі, близько 440 року до н. е.

Йойо — іграшка, яка складається з двох однакових за розміром та вагою дисків з пластику, дерева або металу, з'єднаних між собою віссю, до якої прив'язаний шнурок. Перша популярність йо-йо припала на 1920-ті роки. Термін «йо-йоїнг» зараз, як і раніше часто використовується дітьми та дорослими.

## Історія

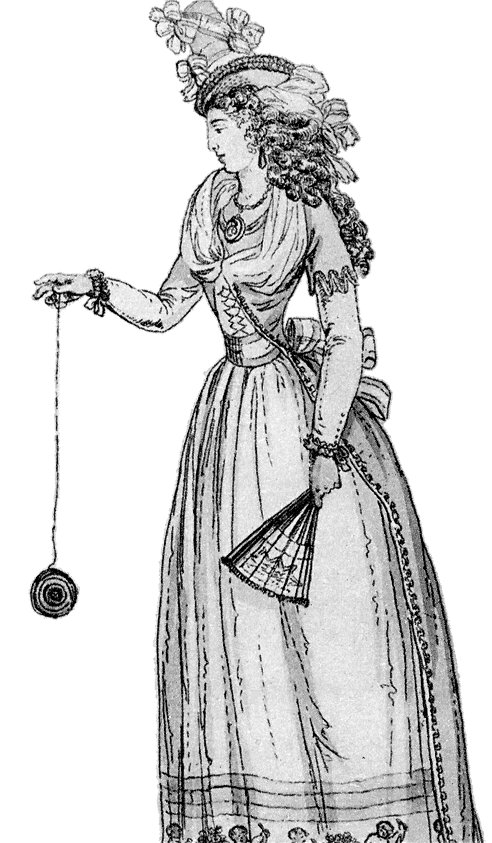
Зображення з французького журналу моди, 1791 року

Ймовірно, йо-йо є другою (після ляльок) найстарішою іграшкою, відомою людству. Перші йо-йо, що збереглися, були виготовлені з теракотових (глиняних) дисків і знайдені в Греції, вони датовані приблизно 500 роком до н.е. Також збереглася грецька ваза того ж періоду, що зображує хлопчика, який грається з йо-йо. З грецьких текстів того ж часу відомо, що йо-йо виготовлялись з дерева, металу або фарбованої теракоти. Теракотові йо-йо використовувалися для ритуального підношення богам в святкування досягнення дитиною певного віку, тоді як інші, дешевші йо-йо, використовувалися для гри. Проте, йо-йо може бути значно старіше грецьких знахідок, а його батьківщиною, окрім Греції, називають Китай або Філіппіни.
Філіппінські історичні записи свідчать про те, що мисливці 16 ст., ховаючись в деревах, використовували камінь, прив'язаний шнуром до 20 футів (~6 метрів) в довжину для того, щоб кидати в диких тварин. При невдалій спробі шнур повертав камінь. Ймовірно саме з філіппінської мови й походить назва йо-йо.
В сучасний період іграшка переродилася у 1866 році, коли винахідники з Цинциннаті Джеймс Гейвен і Чарльз Геттранк отримали патент на цю іграшку, названу ними банделором. Її ж масове виробництво почалося лише в 1928 році, на підприємстві Yo-yo Manufacturing Company Педро Флореса в Санта-Барбарі. Вже в 1928 році вироблялося 300 тис. екземплярів йо-йо на день.

## Опис іграшки
Йо-йо заснована на механічній інерційності обертання котушок та їх взаємодії зі шнурком і між собою. При кидку йо-йо, розмотавши повністю мотузку, починає повертатися по ній в руку гравця. Оскільки йо-йо швидко обертається, виникає гіроскопічна стабілізація його осі обертання, яка дає можливість гравцю виконати ряд трюків. На початку XX століття шнурок стали не просто прив'язувати до осі, а робити петлю, завдяки чому стало можливо відправляти йо-йо в стан «сліпу» (англ. to sleep — спати), при якому іграшка деякий час обертається на кінці повністю розмотаного шнурка. Завдяки цьому стали можливі стилі гри з активною взаємодією йо-йо з шнурком, — інші, ніж в класичному «лупінгу» (англ. looping — ведення циклів) — техніці, яка заснована на кількісних та частих кидках йо-йо. В 1990-ті роки були створені перші йо-йо с підшипником на осі, які різко збільшили час «сліпу» такого йо-йо.
Раніше йо-йо робили з цільного шматка дерева або з глини. В теперішній час йо-йо виготовляють з пластика або різних металів: алюмінієвих сплавів, сталі або титану (йо-йо професійного класу). Також існують композитні йо-йо (пластикові йо-йо з металевими ободами). Останні стоять поміж пластиковими (для початківців) та професійними.
Сучасні йо-йо мають підшипник для збільшення часу «сліпа», а також різні форми половинок, системи гальм та способів виготовлення самих шнурків.
Варто відмітити, що не всі професійні йо-йо є металевими (як, наприклад, професійні йо-йо «Born Crucial Milk» и «Silk»), вони виготовляються з особливого пластика — дерліну. В таких йо-йо вага, як і в металевих, розподілена по ободах, що дає більший «сліп» та стабільність при виконанні складних ігрових зв'язок.

## Основні сучасні стилі гри йо-йо

Патент США № 59745

- Лупінг (0A, 2A) (англ. loop — петля) — стиль гри, при якому гравець рухами руки направляє йо-йо по еліптичній траєкторії навколо руки; основним завданням виконання трюків «лупінга» є їх тривале виконання без повернення йо-йо в руку. Йо-йо для виконання трюків «лупінга» можуть бути стандартної або модифікованої форми (ободи у вигляді плоских дисків). У змаганнях цей стиль кодується як 0A або 2A, якщо використовується один або два йо-йо відповідно.

- Стринг (1A) (англ. string — мотузка, нитка) — стиль гри, заснований на виконанні трюків під час «сліпу».

Основні категорії стринг-трюків:
1. Маунти(англ. mount — опора, підставка) — мотузка обмотується навколо пальців, після чого на один з отриманих відрізків ловиться йо-йо. Найпростішим «Маунт» є «трапеція» — після кидка убік йо-йо робить оберт навколо пальця руки, що не робила кидок («вільної руки») і приземляється на мотузку.
2. Ласерейшени(англ. laceration — розрив, рвана рана) — після кидка у бік йо-йо залишають висіти вільно, після чого підкидають, пропускають під ним мотузку і ловлять у "Маунт ". Категорія названа «на честь» трюку «Laceration», де саме таким чином йо-йо ловилось на «трапецію».
3. Хопи(англ. hop — стрибок) — після виконання «Маунт» гравець різко збільшує натяг мотузки (в окремих випадках — надаючи імпульс своїм тілом, однак таке виконання «хопу» вважається невірним), змушуючи йо-йо підлетіти, після чого його ловлять або на той самий, або на інший відрізок мотузки, задіяний в «Маунт». Класичний приклад — «Eli Hops» — хопи з «трапеції».
4. Віпи(англ. whip — батіг, удар батогом) — гравець захоплює в будь-якому місці мотузку, після чого підкручуючим рухом закидає отриману петлю на йо-йо. Практично єдиний тип трюків, представники якого придатні до виконання однією рукою.
5. Суїсайди(англ. suicide — самогубство) — йо-йо ловиться в «Маунт», після чого кидається навколо руки, що зробила кидок з одночасним скидання петель з руки, не робила кидок, а потім ловиться в той же або змінений «Маунт». Категорія отримала назву від трюку «Suicide», де даний кидок відбувається з «трапеції».
6. Слеки(англ. slack — мотузка, що провисає) — після «Маунт» будь-яка частина мотузки захоплюється, після чого йо-йо і отримана петля кидаються навколо місця захоплення.
7. Хуки(англ. hook — гачок) — підвид «ласерейшенів», що вимагає також техніки «Слек». Петля обертається навколо пальця, одночасно зачіпляючи йо-йо. Основний трюк — «Hidemasa Hook».
8. Гринди (грайнди)(англ. grind — скрегіт) — назва цього виду трюків взято з сучасних екстремальних видів спорту, коли спортсмен ковзає на «скейті», bmx тощо за межі перешкоди, при цьому видається характерний скрегіт. В йо-йо немає чому стврорювати такий характерний скрегіт, однак назва закріпилася за цим видом трюків. Під час виконання «гринди» йо-йо «стоїть» на руці, пальці, при цьому залишаючись у вертикальному положенні і продовжуючи обертання. Різновидом трюків «гринди» є так звані «тамб-гринди» (англ. thumb — великий палець), при яких йо-йо обертається на великому пальці руки, вставленому в простір під ободом йо-йо. Для успішного виконання трюків «гринди» потрібно йо-йо з матовою («сатиованою») поверхнею для зменшення тертя об поверхню руки/ пальця. Для виконання «тамб-гринду», у свою чергу, потрібна невелика канавка під ободом йо-йо.
9. Чопстіки(англ. chopsticks — палички для їжі) — виконання цих трюків схоже на «Маунт», але полягає в киданні і лову йо-йо на мотузки між пальцями однієї руки. Цей вид трюків досить складний, вчитися техніці «чопстік» простіше на невеликих йо-йо. Проте гравці, що добре володіють технікою цих трюків, можуть виконувати їх на йо-йо практично будь-якого діаметра.

Стиль «стринг» також поділяється на «фронт-стайл», коли трюки виконуються після кидка перед собою, і «сайд-стайл», коли йо-йо кидається убік, паралельно тілу. Завданням гри в стилі «стринг» є виконання трюку або групи трюків з наступним поверненням йо-йо в руку. Йо-йо для стринг трюків мають широку форму: метелики, Н-форми, форми «стелс».
- Фріхенд (5A) (англ. free hand — вільна рука) — стиль гри, схожий зі стилем «стринг», але має ширші можливості виконання трюків за рахунок того, що мотузка не кріпиться до руки. Замість цього до мотузки прив'язана противага у вигляді невеликої кульки, кубику або фігурки, яка тримається в руці. Йо-йо для стилю «фріхенд» не має спеціальної форми, що використовується йо-йо для стилю «стринг». У трюках цього стилю багато кидків як противаги, так і самого йо-йо навколо будь-якої осі. Втрата контролю може призвести до випадання йо-йо і противаги з рук, тому зазвичай для цього стилю використовують пластикові йо-йо, оскільки металеві чутливіші до падінь.

- Оффстрінг (4A) (англ. offstring — поза мотузкою) — стиль гри, в якому вісь йо-йо не кріпиться до мотузки. Для трюків цього стилю зазвичай використовуються великі йо-йо, що полегшують ловлю на мотузку, проте досить тренований гравець може грати в цьому стилі практично будь-яким йо-йо.

Частина трюків з йо-йо перейшла до іграшки Astrojax — трьох кульок на мотузці, що поступово набирає популярність у всіх країнах світу.